# Södra Hubbustjärnen
Södra Hubbustjärnen är en sjö i Malung-Sälens kommun i Dalarna och ingår i Dalälvens huvudavrinningsområde. Sjön har en area på 0,0579 kvadratkilometer och ligger 546,2 meter över havet.

## Delavrinningsområde
Södra Hubbustjärnen ingår i det delavrinningsområde (676262-136903) som SMHI kallar för Mynnar i Illvallen. Medelhöjden är 541 meter över havet och ytan är 4,3 kvadratkilometer. Det finns inga avrinningsområden uppströms utan avrinningsområdet är högsta punkten. Illvallen som avvattnar avrinningsområdet har biflödesordning 4, vilket innebär att vattnet flödar genom totalt 4 vattendrag innan det når havet efter 432 kilometer. Avrinningsområdet består mestadels av skog (68 procent) och sankmarker (30 procent). Avrinningsområdet har 0,06 kvadratkilometer vattenytor vilket ger det en sjöprocent på 1,4 procent.